# Truth of the World: Welcome to the Show
Truth of the World: Welcome to the Show es el tercer álbum de estudio de Evermore, publicado el 20 de marzo de 2009. El álbum es un álbum conceptual acerca de los medios basura, la propaganda política, publicidad y entretenimiento.
Hasta la fecha, tres singles han sido lanzados del álbum, Between the Lines, Hey Boys and Girls (Truth of the World pt.2) y Can You Hear Me?. Desde el 15 al 20 de marzo de 2009, el álbum estuvo disponible para escuchar en la página MySpace del grupo musical.

## Producción
Truth of the World: Welcome to the Show fue grabado en el estudio propio de la banda en Melbourne y tomó 18 meses para completarlo.
El álbum es descrito por Jon Hume como un álbum conceptual que "se inspira en entretenimiento basura, titulares de noticias y propaganda política, y lo convierte en uno más de la parte superior, la diversión, mostrar el rock and roll"
Al describir el objetivo del álbum, Jon dijo: 

"He oído a alguien decir que esos álbumes han muertos ... y todo el mundo sólo quiere canciones de tres minutos en estos días. Eso es exactamente lo que estamos tratando de luchar con este álbum. Llegamos a restablecer en lo que esta banda se formó, tiró todo y sólo imaginamos el disco que le gustaría escuchar a alguien. Creo que sólo queríamos desafiarnos a nosotros mismos y explorar algo nuevo como una banda. Un álbum conceptual es algo que he querido hacer desde hace mucho tiempo"

Jon inicialmente estuvo trabajando en canciones acerca de un joven que desaparece, pero Dann Hume tenía dificultad para escribir canciones para la historia y los personajes. "Simplemente no lo entiendo. Pero entonces se le ocurrió esta idea de tener los informes de noticias que llegan entre las canciones y tan pronto como lo dijo, se fue en este tangente de programas de televisión, los periódicos, las pausas de publicidad, y todo este producto que se trata de vender. Se convirtió en esta idea loca, a lo largo de su propia vida", dijo Jon.

## Influencias
El álbum fue influenciado en la novela de 1953, Fahrenheit 451, de Ray Bradbury, así como visitas a los Estados Unidos y Reino Unido. La banda se inspiró viendo los canales estadounidenses de noticias y leyendo historias sensacionalistas para obtener ideas. El álbum contiene fragmentos de audio de John F. Kennedy ("Between the Lines"), Hitler ("Everybody's Doing It") y una línea de la película de Charlie Chaplin, The Great Dictator.

## Truth of the World: Tour de Australia de 2009
La banda está actualmente de gira por Australia desde mayo a julio promocionando el nuevo álbum con End of Fashion en calidad de invitados especiales y la ascendente banda de Adelaida, The Sundance Kids como apertura. Evermore dio a conocer una nueva configuración en vivo de alta tecnología respaldada por un muro de pantallas de televisión con un aluvión de imágenes y letras de noticias. Jon Hume, el cantante y guitarrista de Evermore declaró en una entrevista acerca de los shows en vivo:

"Vamos a utilizar estas pantallas que se utilizamos en el videoclip de "Between the Lines", por lo que queremos conseguir absolutamente una sensación cinematográfica de la serie, y una manera ampliar los elementos de la historia y las ideas en el sentido de la vista también"

## Lista de canciones
Todas las canciones escritas y compuestas por Evermore. 
| N.º   | Título                                          | Duración |  |
| 1.    | «Plugged In»                                    | 3:54     |  |
| 2.    | «Tonight on the Show (Truth of the World pt.1)» | 5:02     |  |
| 3.    | «Between the Lines»                             | 4:59     |  |
| 4.    | «"Max Is Stable"»                               | 4:22     |  |
| 5.    | «Hey Boys and Girls (Truth of the World pt. 2)» | 5:48     |  |
| 6.    | «The Lonely Ones»                               | 3:17     |  |
| 7.    | «Girl with the World on Her Shoulders»          | 5:21     |  |
| 8.    | «Front Page Story / Diamonds in the River»      | 6:33     |  |
| 9.    | «Infotainmentology (Truth of the World pt.3)»   | 4:23     |  |
| 10.   | «Join the Party»                                | 2:09     |  |
| 11.   | «Everybody's Doing It»                          | 5:56     |  |
| 12.   | «Chemical Miracle / Faster»                     | 5:20     |  |
| 13.   | «Can You Hear Me?»                              | 6:43     |  |
| 14.   | «The Watchmen Are Sleeping»                     | 3:22     |  |
| 15.   | «Hey Boys and Girls»                            | 6:32     |  |
| 16.   | «The Lifeline»                                  | 3:24     |  |
| 17.   | «Between the Lines»                             | 5:31     |  |
| 62:43 |                                                 |          |  |

## Posición en las listas
| Año  | Lista                        | Posición |
| ---- | ---------------------------- | -------- |
| 2009 | ARIA Albums Chart            | 14       |
| 2009 | ARIA Physical Albums Chart   | 15       |
| 2009 | ARIA Australian Albums Chart | 4        |

## Lanzamiento
| Región    | Fecha               | Sello        | Formato              | Catálogo   |
| --------- | ------------------- | ------------ | -------------------- | ---------- |
| Australia | 20 de marzo de 2009 | Warner Music | CD, Descarga digital | 5186531142 |
| Australia | 20 de marzo de 2009 | Warner Music | CD, Descarga digital | 5186533795 |

## Personal
- Jon Hume - vocales, guitarra
- Peter Hume - vocales, teclados, bajo
- Dann Hume - vocales, batería